# Lipotriches jacobsoni
Lipotriches jacobsoni är en biart som först beskrevs av Heinrich Friese 1914.  Lipotriches jacobsoni ingår i släktet Lipotriches och familjen vägbin. Inga underarter finns listade i Catalogue of Life.